# Square Idir
Le square Idir est une voie située dans le 20e arrondissement de Paris.

## Situation et accès
Il est situé au centre de la place de Ménilmontant.

## Origine du nom
Il porte le nom d'Idir (1945-2020), chanteur, auteur-compositeur-interprète et musicien algérien.

## Historique
Le square prend son nom par délibération du Conseil de Paris du 15 décembre 2023.